# St. Jakobshalle
A St. Jakobshalle egy multifunkcionális aréna Münchensteinban, Bázel közelében, Svájcban. Elsősorban beltéri sportokhoz és koncertrendezvényekhez használják. Az aréna eredetileg 9000 fő befogadására alkalmas volt, és 1976 szeptemberében nyitották meg. Itt zajlik minden évben a Swiss Indoors férfi tenisztorna.
Az épületben különböző méretű termek találhatók, melyek különböző típusú rendezvény lebonyolítására alkalmasak. Minden évben a világ elit tollaslabdázói összegyűlnek egy nemzetközi tornára, és találkoznak a legjobb európai Sepak takraw játékosok.

## Történet

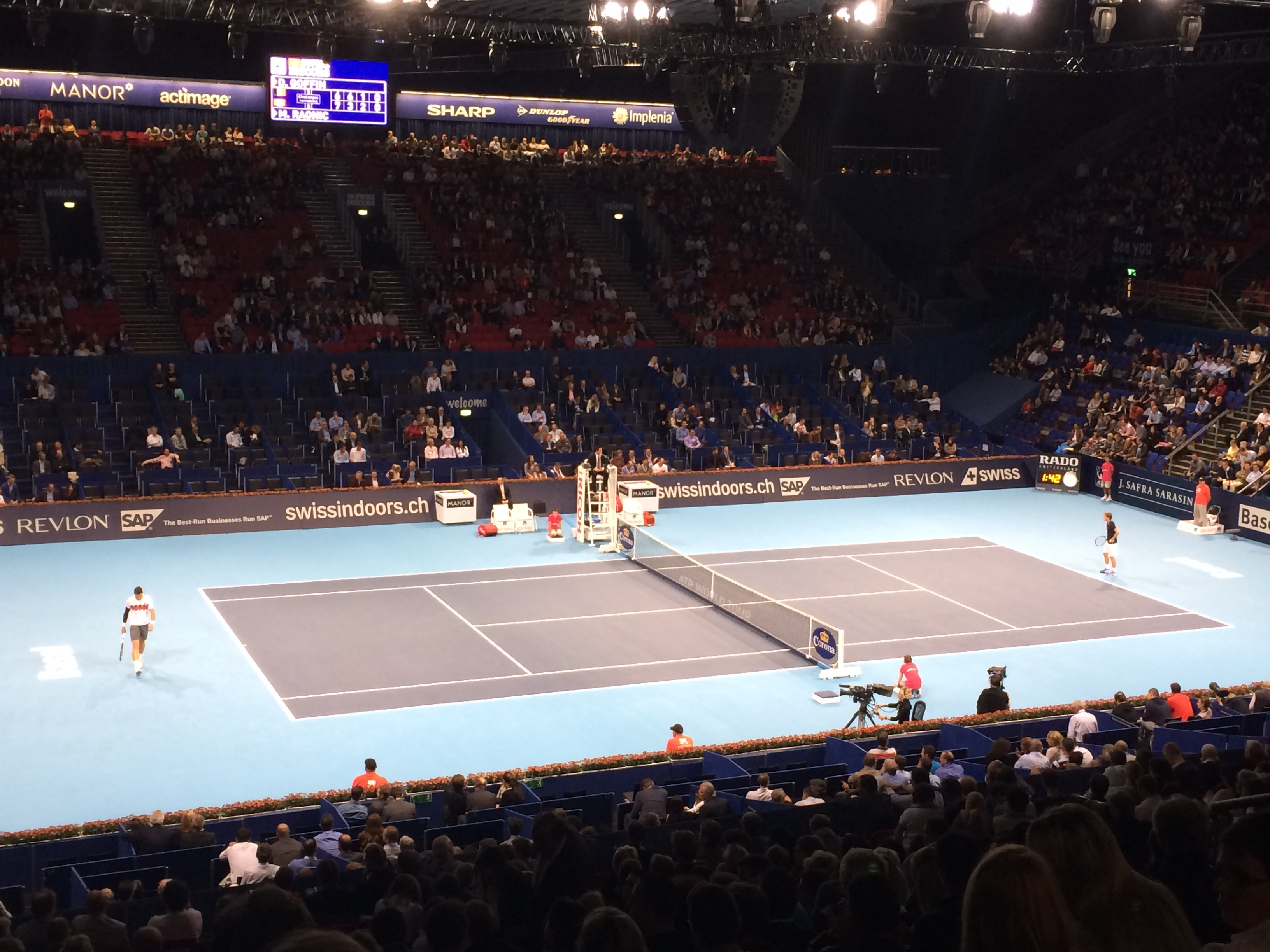
Az aréna a 2014-es Swiss Indoors során

A Swiss Indoors férfi éves tenisztornát 1975 óta a St. Jakobshalléban rendezik meg. A helyszínen 2010 óta minden évben megrendezik a CSI Basel nemzetközi lovas tornát is.
1976 és 2002 között ez volt az EHC Basel jégkorongcsapat otthona, mielőtt a csapat átköltözött a St. Jakob Stadionba, amely 2002 októberében nyílt meg.
2025 május 13-a és 17-e között itt rendezték meg a 2025-ös Eurovíziós Dalfesztivált, miután Nemo megnyerte a 2024-es versenyt a svédországi Malmőben. A dalfesztivál történetében ez volt az első alkalom, hogy Bázel adott otthont a versenynek.

## Felújítás
2015 januárjában a Bázel város tanácsa 89 igen szavazattal és 1 tartózkodás mellett 105 millió svájci frank hitelt hagyott jóvá a csarnok felújítására és korszerűsítésére. 2016 és 2018 között a helyszín átfogó felújításon esett át, melynek során a technológiát a legkorszerűbbre fejlesztették. 2018 októberében nyílt meg újból, és jelenleg 12 400 férőhelyes a fő csarnok. A komplexumban található még öt kisebb, változó kapacitású terem, egy üzleti központ, VIP rész, négy tornaterem és egy 25 méteres úszómedence is. A hozzá tartozó parkoló 1465 férőhelyes.